# Gustav Warneck
Gustav Adolf Warneck (Naumburg, 6 marzo 1834 – Halle, 26 dicembre 1910) è stato un teologo tedesco, padre della missiologia protestante in Germania.

## Biografia
Cresciuto in una famiglia di artigiani, studiò teologia all'Università di Halle, dove è stato influenzato da August Tholuck, diventando così un pietista. Durante i suoi studi, è diventato membro del Hallenser Wingolf.
Dal 1858 al 1862, insegnò come a Elberfeld e lì gestiva un orfanotrofio. Entrò in contatto con i principali rappresentanti della Società Missionaria Renana, ma a causa della sua salute cagionevole accettò solo un posto come predicatore ausiliario a Roitzsch, vicino a Bitterfeld. Dal 1863 lavorò come arcidiacono a Dommitzsch vicino a Torgau. Durante la guerra prussiano-austriaca del 1866, servì come predicatore da campo.
Nel 1870 fu nominato ispettore missionario e predicatore di viaggio della Missione renana a Barmen. Nel 1871, conseguì il dottorato all'Università di Jena con una tesi sulla conversione di Paolo. Tuttavia, a causa di problemi di salute, nel 1874 si trasferì all'ufficio parrocchiale di Rothenschirmbach, vicino a Eisleben.
Nel 1874, fondò la rivista Allgemeine Missions, che pubblicò in collaborazione con Reinhold Grundemann. Nel 1879 fondò la Sächsische Provinzial-Missionskonferenz. Tra il 1892 e il 1903, fu pubblicata la sua opera principale in cinque volumi, Evangelische Missionslehre (La dottrina missionaria protestante). Successivamente fu nominato professore di studi missionari a Halle nel 1896, facendo così diventare la missiologia per la prima volta una materia di studio in un'università tedesca.
Fu sepolto nel cimitero settentrionale di Halle an der Saale; per suo desiderio, la sua lapide recita: "Lascia che la mia grazia sia sufficiente, perché la mia forza è potente nei deboli".

## Opere
- Missionsstunden, Band 1: Die Mission im Lichte der Bibel, 1878.
- Die gegenseitigen Beziehungen zwischen der modernen Mission und Kultur, 1879.
  - Modern Missions and Culture, übersetzt von Thomas Smith, J. Gemmel, Edinburgh 1883.
- Die christliche Mission : ihre sachliche Begründung und thatsächliche Ausführung in der Gegenwart, 1879.
- Abriß einer Geschichte der protestantischen Missionen von der Reformation bis auf die Gegenwart, 1882.
  - Outline of a History of Protestant Missions from the Reformation to the Present Time: A Contribution to Modern Church History, übersetzt George Robson, Revell, New York 1884 und 1901.
- Christiane Kähler: eine Diakonissin auf dem Missionsfelde, Verlag des Missionshauses, Barmen 1882.
- Missionsstunden, Band 2: Die Mission in Bildern aus ihrer Geschichte, 1884.
- Protestantische Beleuchtung der römischen Angriffe auf die evangelische Heidenmission, 1884–1885.
- Welche Pflichten legen uns unsere Kolonien auf?, 1885.
- Die Mission in der Schule, Ein Handbuch für Lehrer, 1887
- Die Stellung der evangelischen Mission zur Sklavenfrage, 1889.
- Evangelische Missionslehre. Ein missionstheoretischer Versuch, Gotha 1892 bis 1903, 5 Bände; modernisierte Ausgabe in Bonn 2015.
- Werner Raupp (Hrsg.): Mission in Quellentexten. Geschichte der Deutschen Evangelischen Mission von der Reformation bis zur Weltmissionskonferenz Edinburgh 1910.